# Chrysanthrax dimidiata
Chrysanthrax dimidiata är en tvåvingeart som först beskrevs av Christian Rudolph Wilhelm Wiedemann 1819.  Chrysanthrax dimidiata ingår i släktet Chrysanthrax och familjen svävflugor. Inga underarter finns listade i Catalogue of Life.